# Sos à la diable
Sos à la diable (także: sos pospieszny) – pikantny, brązowy sos charakterystyczny dla kuchni francuskiej.
Sos przygotowywany jest z wytrawnego, białego wina zmieszanego z octem, bulionem, siekaną cebulką, liśćmi laurowymi, tymiankiem i pieprzem. Składniki są gotowane, a następnie mogą być przecierane lub nie. Bezpośrednio przed podaniem dodaje się siekaną pietruszkę.
Sos à la diable podaje się z drobiem z rusztu, a także z grillowanymi kotletami drobiowymi i cielęcymi serwowanymi np. z ryżem lub warzywami.